# Патнам (Алабама)
Патнам (англ. Putnam) — переписна місцевість (CDP) в США, в окрузі Маренго штату Алабама. Населення — 172 особи (2020).

## Географія
Патнам розташований за координатами 32°1′5″ пн. ш. 88°1′59″ зх. д. / 32.01806° пн. ш. 88.03306° зх. д. (32.018084, -88.033057).  За даними Бюро перепису населення США в 2010 році переписна місцевість мала площу 24,57 км², уся площа — суходіл.

## Демографія
Згідно з переписом 2010 року, у переписній місцевості мешкали 193 особи в 71 домогосподарстві у складі 59 родин. Густота населення становила 8 осіб/км².  Було 99 помешкань (4/км²).
Расовий склад населення:
| - 72,5 % — чорних або афроамериканців - 23,3 % — білих - 2,6 % — корінних американців |

До двох чи більше рас належало 1,6 %. Частка іспаномовних становила 0,0 % від усіх жителів.
За віковим діапазоном населення розподілялося таким чином: 28,0 % — особи молодші 18 років, 60,6 % — особи у віці 18—64 років, 11,4 % — особи у віці 65 років та старші. Медіана віку мешканця становила 41,9 року. На 100 осіб жіночої статі у переписній місцевості припадало 103,2 чоловіків;  на 100 жінок у віці від 18 років та старших — 93,1 чоловіків також старших 18 років.
За межею бідності перебувало 30,0 % осіб, у тому числі 21,1 % дітей у віці до 18 років та 0,0 % осіб у віці 65 років та старших.
Цивільне працевлаштоване населення становило 22 особи. Основні галузі зайнятості: виробництво — 81,8 %, транспорт — 18,2 %.